# Chadimův mlýn
Chadimův mlýn se nachází v obci Horní Dubenky v okrese Jihlava 30 km jihozápadně od krajského města Jihlavy na Hamerském potoce.
První písemná zmínka je z roku 1644, kdy Matěj Chadim koupil mlýn za 510 kop. V Roce 1926 mlýn vyhořel, ale Bedřich Chadim obnovil mlýn a pilu a místo dvou vodních kol postavil kašnovou francisovu turbínu. Mlýn pracoval do roku 1953, kdy byl státním nařízením zastaven. Pak zde hospodařil státní statek. V devadesátých letech po restituci se mlýn vrátil přímým potomkům, kteří zde hospodaří.
Objekt mlýna je rozdělen do několika částí. Vlastní mlýnice je přístupná jako expozice vývoje mlynářství, obytné části slouží jako ubytování hospodáře a ubytování hostů, hospodářská stavení pro chov mastného skotu Aberdeen Angus. Okolí mlýna je upraveno jako minikemp.
Mlýn má francisovu turbínu a zachovalé mlynářské stroje z 30. let 19. století doplněné českým mlecím složením a hasačertem. K vidění je i drobná dobová zemědělská technika.